# Abat Schynybekov
Abat Abajuly Schynybekow (kazašsky Abat Abaıuly Shynybekov, rusky Абат Абаевич Шыныбеков Abat Abajevič Schynybekov; * 19. února 1973) je kazašský politik.

## Životopis
Abat Schynybekow se narodil v roce 1973. V roce 1995 promoval na zemědělském institutu v západním Kazachstánu. O tři roky později absolvoval Institut managementu a jazyků Eurasie.
Po ukončení studia začal pracovat jako mechanizátor farmy v okrese Qaratöbe v Západokazachstánské oblasti.
Zároveň se začal zabývat politikou. V letech 1995–2000 pracoval na různých pozicích ve správě okresu Qaratöbe, od roku 2003 do roku 2006 zastával funkci zástupce starosty okresu Qastal. V letech 2006–2007 byl ředitelem odboru ministerstva školství a vědy v západokazašské oblasti. Od roku 2007 pracoval Shynybekov ve správě města Oral, nejprve krátce jako vedoucí oddělení, později jako konzultant starosty. V letech 2008 až 2012 byl místopředsedou regionální pobočky strany Nur Otan v západním Kazachstánu. Poté byl v roce 2013 jmenován představeným okresu Syrym. 30. června 2017 byl jmenován představeným okresu Qastal. Tuto funkci zastával až do srpna 2019.
Od 12. srpna 2019 je starostou (akimem) města Oral.